# Baia di Algoa
La baia di Algoa (Algoa Bay in inglese, Algoabaai in afrikaans) è una baia dell'oceano Indiano formata dal litorale della provincia del Capo Orientale, in Sudafrica.
Venne scoperta dall'esploratore Bartolomeo Diaz il 12 marzo 1488 e costituì l'ultimo punto raggiunto nel corso della sua spedizione, durante la quale fu il primo navigatore europeo a doppiare il Capo Agulhas e il Capo di Buona Speranza.
Il suo nome, di origine portoghese, trae origine da questa spedizione.
La sua parte occidentale è contornata dalla municipalità metropolitana di Nelson Mandela Bay, costituita dalle città di Port Elizabeth, Uitenhage e Despatch.